# 马楠 (美国)
马楠，曾就读于北京大学1994级中文系。在克林顿总统北大演讲时提问質疑對方，后与美国人结婚。

## 生平
1998年6月29日，克林顿在北京大学演讲。马楠对克林顿提问：
——总统先生，欢迎您光临北大。刚才您曾提到过胡适说，不要为了国家的自由而牺牲自己的自由。但是我们的前任校长蔡元培先生还说过这样一句话，他说：道并行而不相悖，万物并育而不相害。我并不认为，国家的自由和自己的自由有什么冲突，不是说为了国家的自由就一定要牺牲自己的自由。我认为自由是自己一种主动的选择，认为是最好的最适合自己的情况。像中国现在的繁荣发展正是我国人民自由的选择，主动贡献他们的力量的结果。我想自由的定义应该是，为了真理和正义选择那些最适合自己情况的道路，不知道您是否同意我的观点。另外我想最后说一句，只有真正懂得自由的人才会更加尊重别人的自由。谢谢。
后来，马楠嫁给美国人，并生子。对此，有传言称其毕业后到美国留学，并在美国生活。也有说法马楠并未留学美国，继续在北大读完研究生，之后嫁给了旅居中国的美国人并仍在中国生活。
她自己则称，在事后的若干年里，其一直留在北大从事行政工作。直到2001年后偶认识了一个来中国教书的美国人寇白龙，经过几个月的接触於当年底结婚。随后马楠放弃了在北大办公室的工作，与白龙花了半年时间旅行了大半个中国，之后随夫赴美当全职太太，而非留学。她还称自己拒绝了丈夫为其申请的美国绿卡。